# Boussac (Lot)
Boussac è un comune francese di 178 abitanti situato nel dipartimento del Lot nella regione dell'Occitania.

## Società

### Evoluzione demografica
Abitanti censiti